# Kompania graniczna KOP „Turylcze”

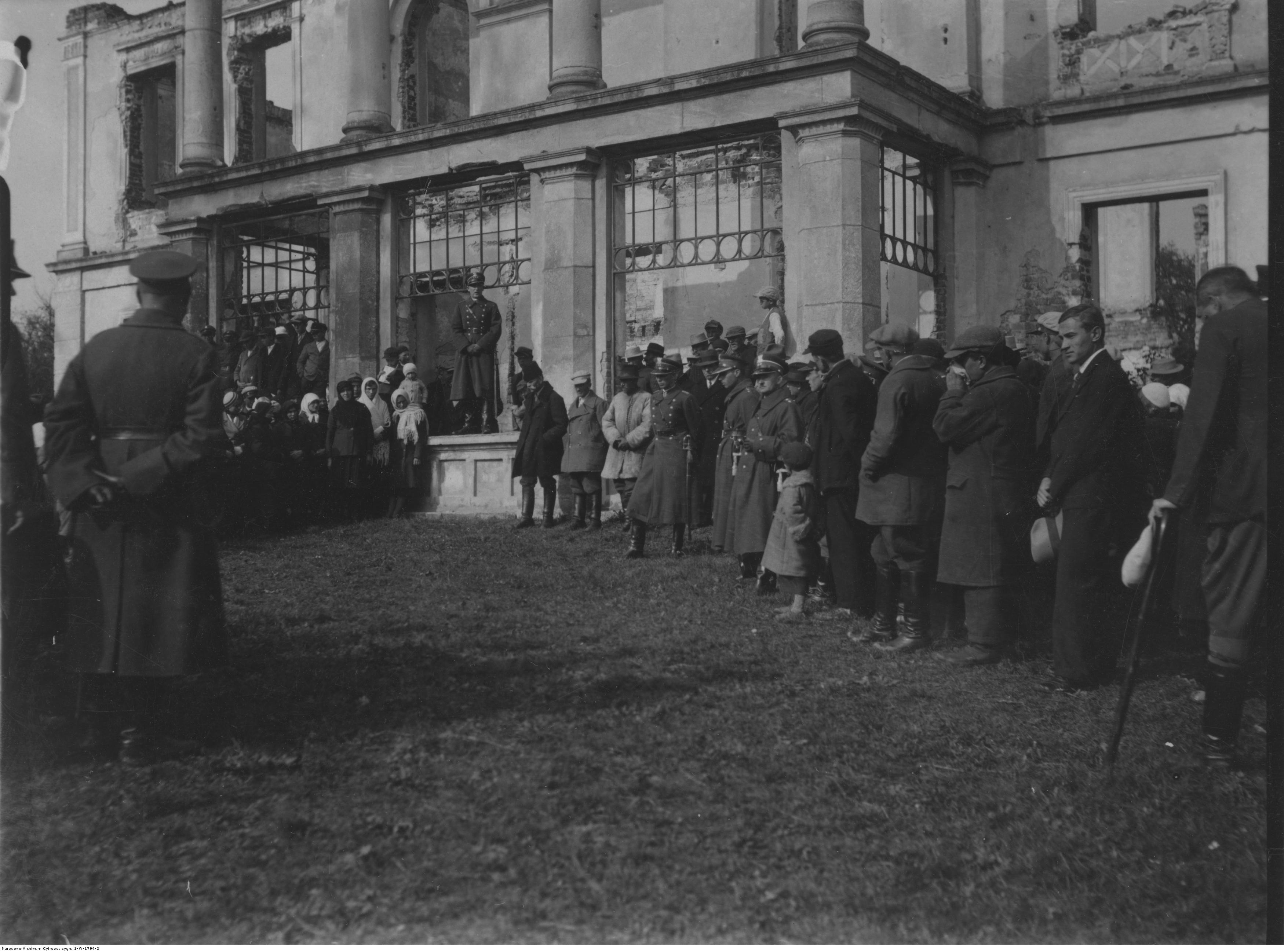
Uroczystości X-lecia KOP w kompanii KOP w Turylczach; przemówienie d-cy kpt. Buczka

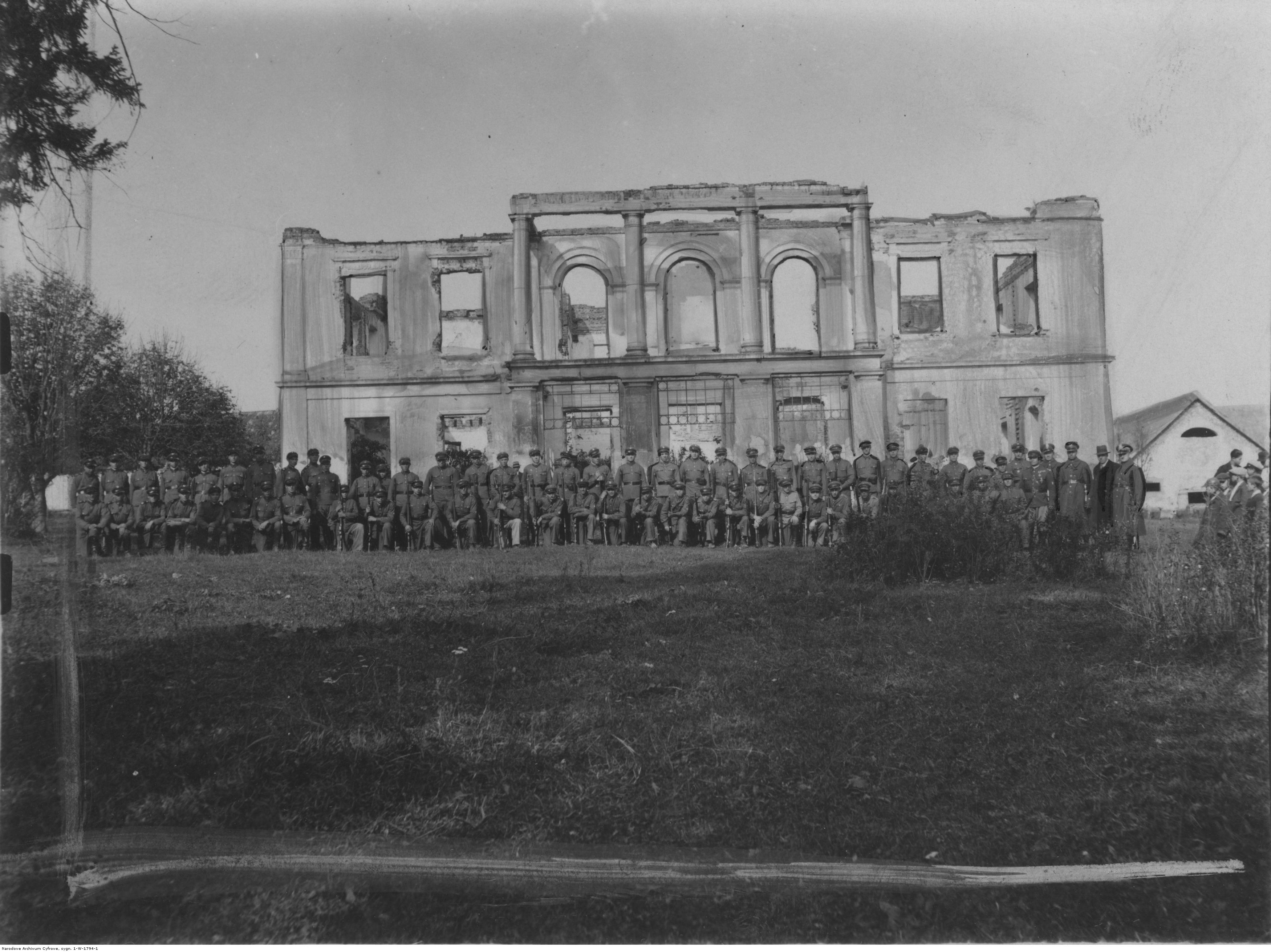
Uroczystości X-lecia KOP w kompanii KOP w Turylczach; fotografia na tle ruin zamku, 1934 r.

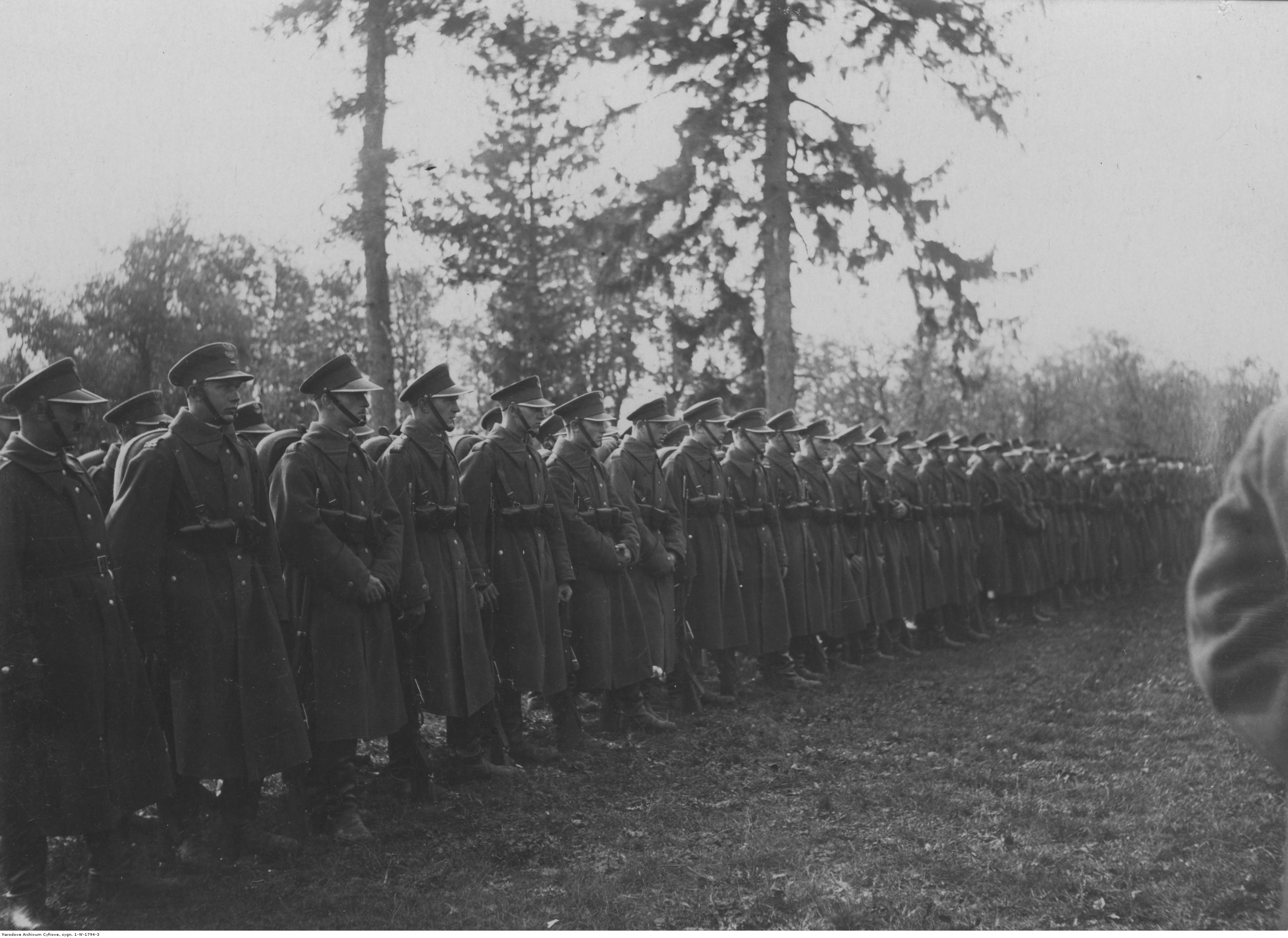
Uroczystości X-lecia KOP w Turylczach. Kompania strzelców w czasie przemówienia; 1934 r.

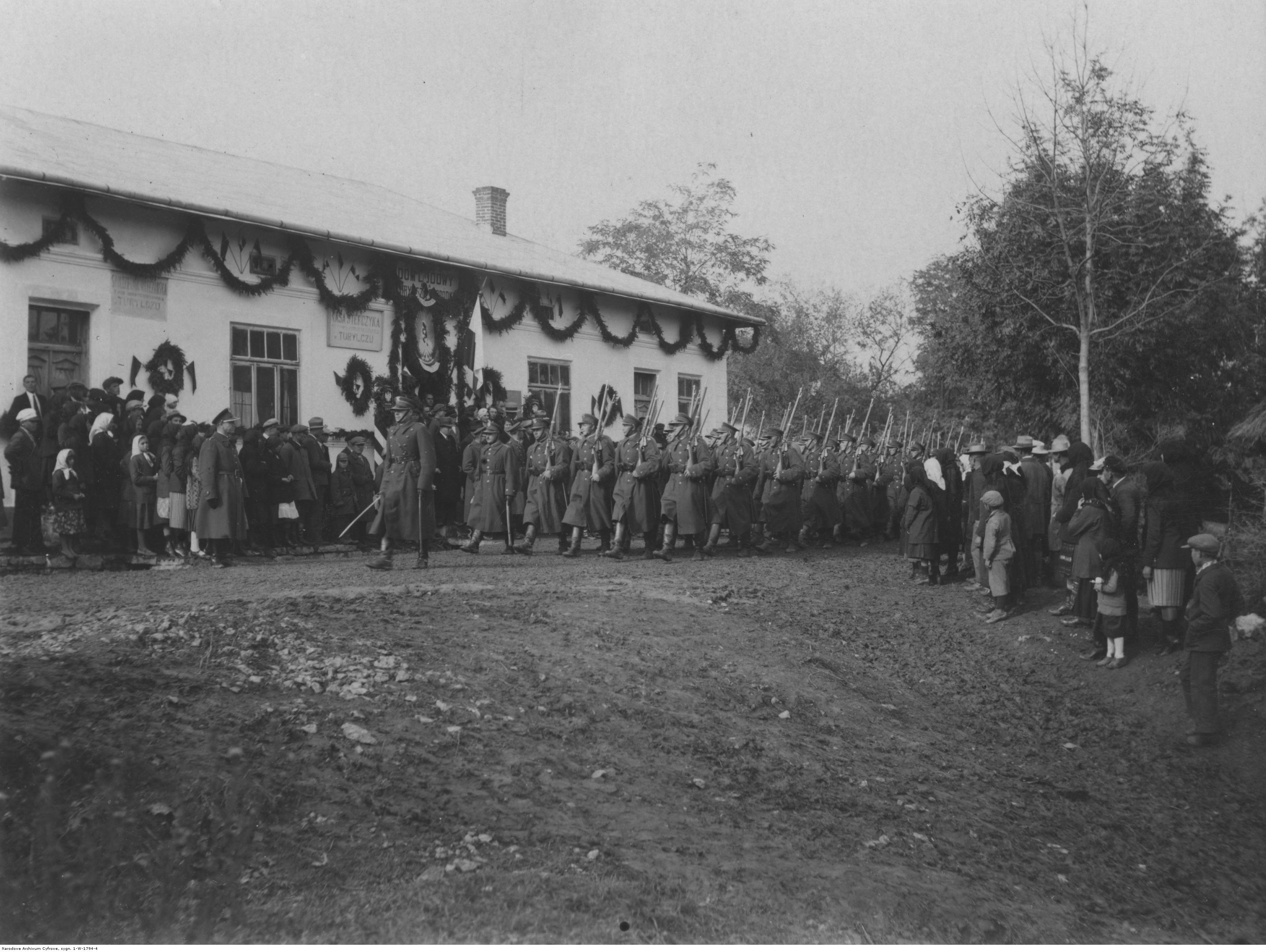
Uroczystości X-lecia istnienia KOP w kompanii KOP w Turylczach. Defilada oddziałów; 1934 r.

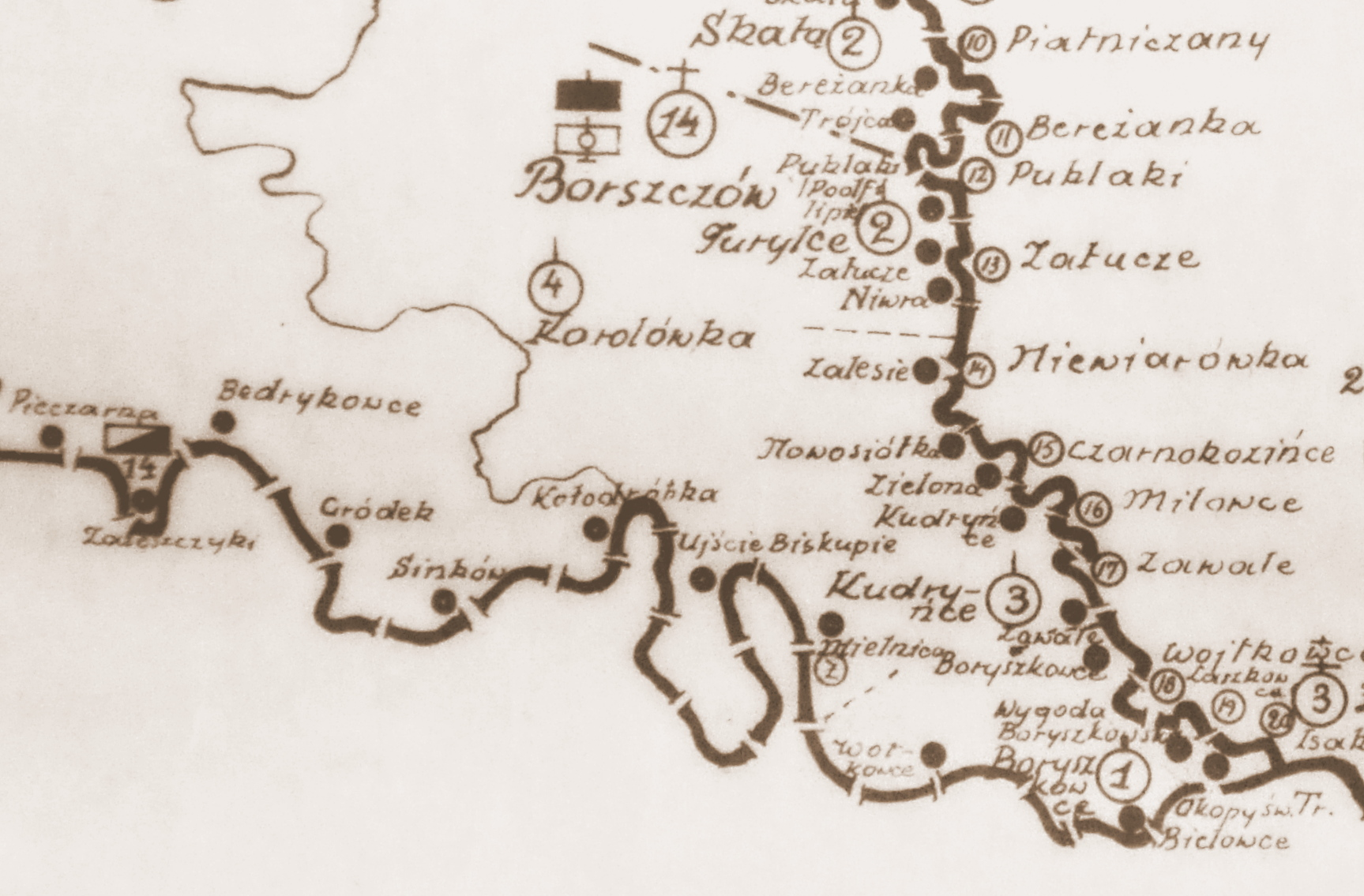
Rozmieszczenie batalionu KOP „Borszczów” w 1931

Kompania graniczna KOP „Turylcze” – pododdział graniczny Korpusu Ochrony Pogranicza pełniący służbę ochronną na granicy polsko-radzieckiej.

## Formowanie i zmiany organizacyjne
Na podstawie rozkazu Ministra Spraw Wojskowych nr 1600/tjn./O.de B/25, w drugim etapie organizacji Korpusu Ochrony Pogranicza, w terminie do 1 marca 1925 sformowano 14 batalion graniczny , a w jego składzie 2 kompanię graniczną KOP.
W listopadzie 1936 kompania liczyła 2 oficerów, 7 podoficerów, 4 nadterminowych i 80 żołnierzy służby zasadniczej.
W 1939 2 kompania graniczna KOP „Turylcze” podlegała dowódcy batalionu KOP „Borszczów”.

## Służba graniczna
Podstawową jednostką taktyczną Korpusu Ochrony Pogranicza przeznaczoną do pełnienia służby ochronnej był batalion graniczny. Odcinek batalionu dzielił się na pododcinki kompanii, a te z kolei na pododcinki strażnic, które były „zasadniczymi jednostkami pełniącymi służbę ochronną”, w sile półplutonu. Służba ochronna pełniona była systemem zmiennym, polegającym na stałym patrolowaniu strefy nadgranicznej i tyłowej, wystawianiu posterunków alarmowych, obserwacyjnych i kontrolnych stałych, patrolowaniu i organizowaniu zasadzek w miejscach rozpoznanych jako niebezpieczne, kontrolowaniu dokumentów i zatrzymywaniu osób podejrzanych, a także utrzymywaniu ścisłej łączności między oddziałami i władzami administracyjnymi. Miejscowość, w którym stacjonowała kompania graniczna, posiadała status garnizonu Korpusu Ochrony Pogranicza. Po stronie sowieckiej granicę ochraniały zastawy „Puklaki” i „Załucze” z komendantury „Huków” .
Kompanie sąsiednie:
- 2 kompania graniczna KOP „Skała” ⇔ 3 kompania graniczna KOP „Kudryńce” – 1928[7], 1929[8], 1931[6] , 1932[9], 1934[10], 1938[11]

## Działania kompanii we wrześniu 1939
17 września 1939 na batalion KOP „Borszczów” kpt. Krakowskiego, strzegący granicy polsko-radzieckiej i polsko-rumuńskiej uderzyły główne siły 5 Korpusu Kawalerii komdiwa Ganina, 13 Korpusu Strzeleckiego komdiwa Nikołaja Kiriłłowa, część sił 25 Korpusu Pancernego komdiwa Riepina i 23 Oddziału Wojsk Pogranicznych NKWD.
Strażnice 2 kompanii granicznej „Turylcze” atakowane były przez oddziały 99 Dywizji Strzeleckiej płk. Nikołaja Diemientjewa. Po krótkotrwałej walce zaczęły wycofywać się w kierunku Uścieczka nad Dniestrem.

## Struktura organizacyjna
Strażnice kompanii w latach 1928 – 1934
- strażnica KOP „Puklaki”[d][e]
- strażnica KOP „Wierzbówka”[f]
- strażnica KOP „Załucze”[g]
- strażnica KOP „Niwra”[h]

Strażnice kompanii w 1931 i 1938 
- strażnica KOP „Puklaki”
- strażnica KOP „Załucze”
- strażnica KOP „Niwra”

Organizacja kompanii 17 września 1939:
- dowództwo kompanii
- pluton odwodowy
- 1 strażnica KOP „Puklaki”
- 2 strażnica KOP „Załucze”
- 3 strażnica KOP „Nirwa”

## Dowódcy kompanii
- wz por. Adam Królokowski (23 lipca 1930 –)
- wz. Rudolf Weber (– 10 kwietnia 1931[14]  )
- kpt. Heliodor Przeorski (10 kwietnia 1931[14]  –)
- kpt. Michał Burghart (był 1 stycznia 1934)[14]
- por. Rudolf Tadeusz Weber (7 kwietnia 1934[14]  – )
- kpt. dypl. Franciszek Buczek (30 września 1934[14]  – )
- kpt. Sławomir Nakielski[i] (- 1939)